# EuroAtlantic Airways
EuroAtlantic Airways, legalmente EuroAtlantic Airways – Transportes Aéreos S.A., è una compagnia aerea portoghese specializzata in voli charter e leasing di aeromobili con sede a Sintra e base all'aeroporto di Lisbona.

## Storia
Fondata come Air Zarco il 25 agosto 1993, la compagnia ha adottato il nome commerciale Air Madeira fino al 17 maggio 2000, quando il Memorandum of Association è stato modificato ed è stato adottato il nome di EuroAtlantic Airways – Transportes Aéreos S.A. EuroAtlantic ha anche rilevato il corporate design di Air Zarco, utilizzato ancora oggi. La compagnia aerea è stata fondata dall'uomo d'affari portoghese Tomaz Metello, che è stato il proprietario fino al 2019. È stata venduta al gruppo lussemburghese Imperial Jet, guidato dal pilota e uomo d'affari tedesco-libanese Abed El-Jaouni. EuroAtlantic possedeva, fino alla sua chiusura nel giugno 2020, anche il 38% della compagnia aerea nazionale di São Tomé e Príncipe, STP Airways.
EuroAtlantic ha operato un volo diretto da Lisbona all'aeroporto Internazionale Presidente Nicolau Lobato di Dili nel gennaio 2008 utilizzando un Boeing 767 che trasportava 140 membri della Guardia nazionale portoghese. È stato il primo aereo più grande di un Boeing 737 ad atterrare all'aeroporto.
EuroAtlantic è stata l'ultima compagnia europea ad utilizzare un Lockheed L-1011 TriStar per i servizi di trasporto passeggeri. È stato dismesso nel marzo 2010 e da allora è parcheggiato all'aeroporto civile di Amman.

## Flotta

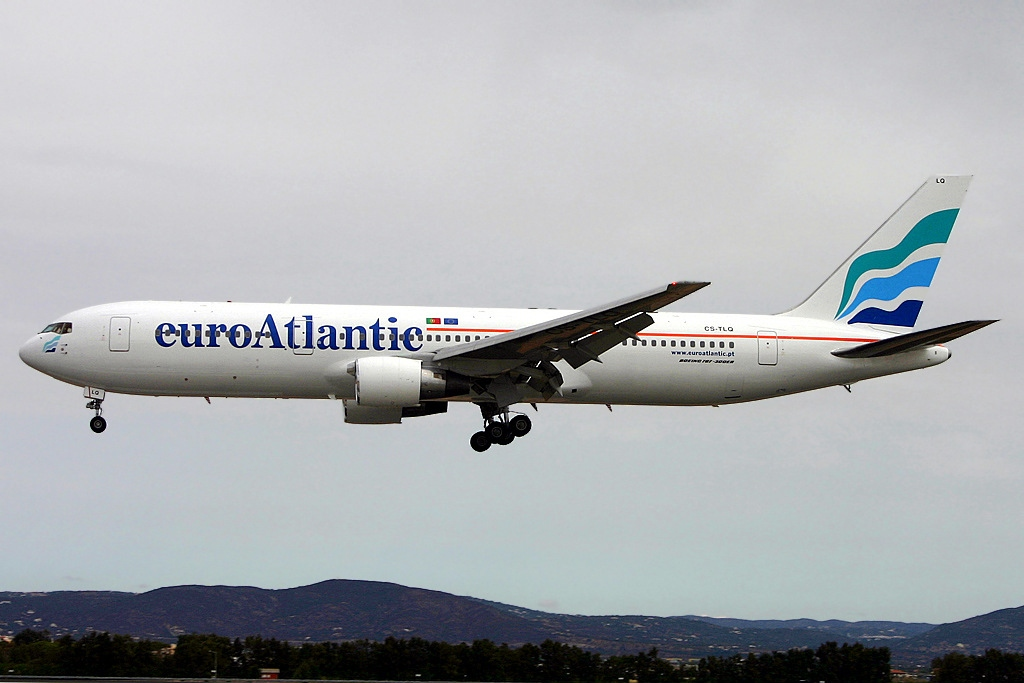
Un Boeing 767-300ER.

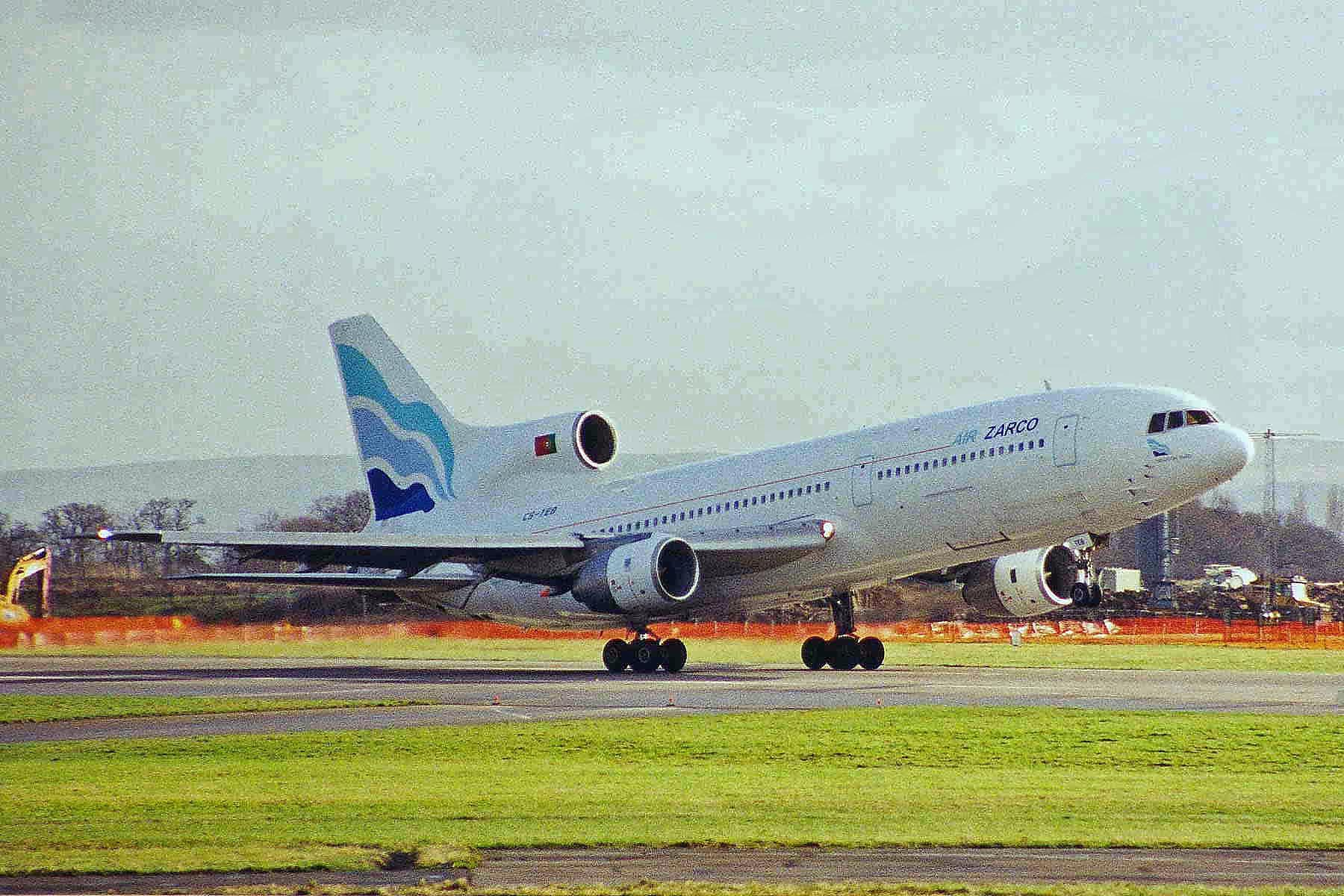
L'ex Lockheed L-1011 TriStar.

### Flotta attuale
A maggio 2023 la flotta di EuroAtlantic Airways è così composta:

### Flotta storica
EuroAtlantic Airways operava in precedenza con i seguenti aeromobili: